# Nops bellulus
Nops bellulus  (лат.) — вид мелких пауков рода Nops из семейства Caponiidae. Южная Америка: эндемик Перу. Длина самок 6,7 мм. На головогруди имеют только 2 глаза. 
Вид Nops bellulus был впервые описан в 1916 году американским зоологом профессором Ральфом Чамберлайном (Ralph Vary Chamberlin, 1879—1967). Таксон Nops bellulus включён в состав рода Nops MacLeay, 1839 вместе с Nops coccineus, Nops anisitsi и другими видами.